# Imadegawa Kimiyuki
Imadegawa Kimiyuki (今出川 公行, também grafado Kinyuki, 1365 - 1421) foi um kuge (nobre da corte japonesa) do Período Nanboku-chō e início do Período Muromachi da história do Japão. Seu pai foi Sanenao. Foi o quinto líder do ramo Imadegawa do Clã Fujiwara.

## Histórico
Em 1381 durante o reinado do Imperador Chokei foi classificado como jusanmi (funcionário de terceiro escalão júnior), e nomeado Sangi, depois disso se tornou Bingo gonmori (vice-governador da Província de Bingo) e Chūnagon.
Em 1395 durante o reinado do Imperador Go-Komatsu foi nomeado Dainagon e em 1399 foi nomeado concomitantemente Ukonoe no taisho (Comandante-geral da ala direita da guarda do palácio), cargo que ocupa até 1402 quando é nomeado Naidaijin e no ano seguinte se torna Udaijin. Em 1409 é classificado Shōichii (primeiro escalão pleno).
Em 1411 Kimiyuki é nomeado Sadaijin cargo que ocupara até 1418. Por causa dessa função foi nomeado em 1412 Naiben (responsável pela organização da coroação) do Imperador Shoko. Kimiyuki veio a falecer em 1421 quando foi substituído no comando do Ramo Inadegawa por seu filho Sanetomi.

| Precedido por Imadegawa Kinnao | -- 5º Líder dos Imadegawa Fujiwara (1396-1421) | Sucedido por Imadegawa Sanetomi |
| Precedido por Nijō Mitsumoto   | 110º Sadaijin (1411-1418)                      | Sucedido por Kujō Mitsurukyō    |
| Precedido por Kujō Kyōji       | 153º Udaijin (1403-1411)                       | Sucedido por Takatsukasa Fuyuie |
| Precedido por Konoe Yoshitsugu | 148º Naidaijin (1402-1403)                     | Sucedido por Nijō Mitsumoto     |